# 姜可续
姜可续（1934年—），男，汉族，山东省青岛市人，中国人民解放军海军少将。
1954年10月25日，中国人民解放军海军第一代驱逐舰舰队——中国人民解放军海军北海舰队驱逐舰大队成立。他服役于首舰鞍山舰，1970年左右，曾是鞍山舰舰长。1988年9月被授予海军少将军衔。1985年8月—1990年6月任中国人民解放军海军北海舰队参谋长，1990年6月—1992年6月任海军大连舰艇学院院长。1993年7月，以正军职退休。